# Dalàtids
Els dalàtids (Dalatiidae) són una família d'elasmobranquis selacimorfs de l'ordre Squaliformes distribuïts per tots els oceans, tant en regions litorals com en alta mar.

## Gèneres i espècies
- Dalatias Rafinesque, 1810
  - Dalatias licha (Bonnaterre, 1788)
- Euprotomicroides Hulley i M. J. Penrith, 1966
  - Euprotomicroides zantedeschia Hulley i M. J. Penrith, 1966
- Euprotomicrus T. N. Gill, 1865
  - Euprotomicrus bispinatus (Quoy i Gaimard, 1824)
- Heteroscymnoides Fowler, 1934
  - Heteroscymnoides marleyi Fowler, 1934
- Isistius T. N. Gill, 1865
  - Isistius brasiliensis (Quoy i Gaimard, 1824)
  - Isistius labialis Q. W. Meng, Zhu i S. Li, 1985
  - Isistius plutodus Garrick i S. Springer, 1964
- Mollisquama Dolganov, 1984
  - Mollisquama parini Dolganov, 1984
- Squaliolus H. M. Smith i Radcliffe, 1912
  - Squaliolus aliae Teng, 1959
  - Squaliolus laticaudus H. M. Smith i Radcliffe, 1912